# Pavel Svoboda (cestovatel)
Pavel Svoboda (* 1985) je český cestovatel, fotograf a geograf.

## Život
Studoval na Přírodovědecké fakultě Univerzity Karlovy. Půl roku žil a studoval na Islandu. Jako první velkou cestu absolvoval sedmiměsíční cestu přes Jižní Ameriku, při níž začínal na severu v Ekvádoru a skončil na jihu Chile. Ze svých cest pořádá oblíbené cestopisné přednášky po celém Česku. Později absolvoval půlroční cestu po Asii. Roku 2017 vydal cestopisnou a fotografickou knihu Napříč Jižní Amerikou, která byla financována přes crowdfundingovou kampaň. O své sedmiměsíční asijské cestě vydal roku 2019 také vlastním nákladem svou druhou knihu Napříč Asií. Pavel Svoboda je trvalým spolupracovníkem magazínu Lidé a Země.